# Barra de Potosí

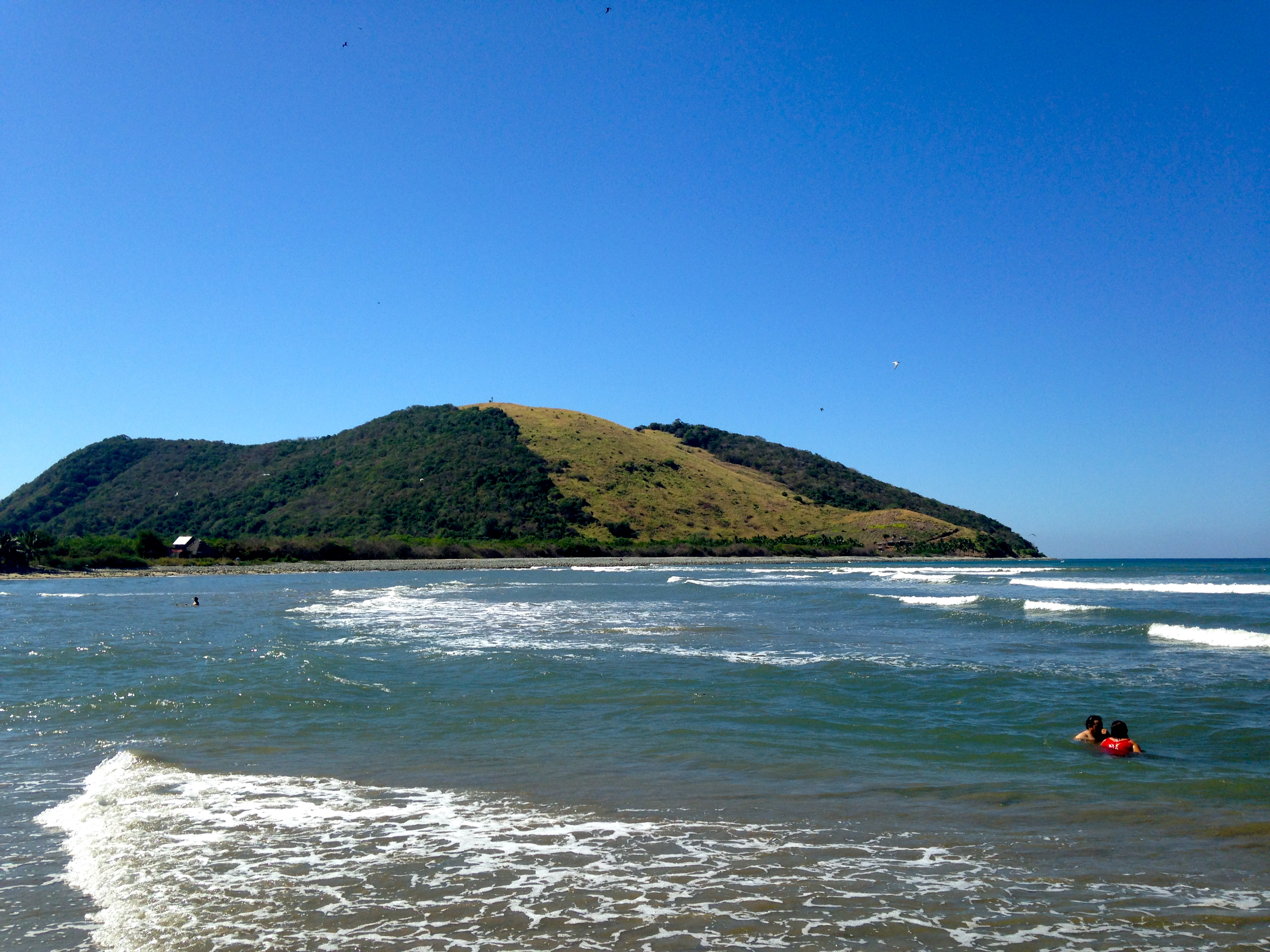
Panorama

Barra de Potosí är en ort i Mexiko.   Den ligger i kommunen Petatlán och delstaten Guerrero, i den södra delen av landet, 300 km sydväst om huvudstaden Mexico City. Barra de Potosí ligger 8 meter över havet och antalet invånare är 396.
Terrängen runt Barra de Potosí är platt. Havet är nära Barra de Potosí åt sydväst.  Närmaste större samhälle är Zihuatanejo, 16,4 km nordväst om Barra de Potosí. 